# Миранда, Рене
Рене Миранда Юбанк (исп. René Miranda Yubank; 4 мая 1996, Либерия, Коста-Рика) — коста-риканский футболист, защитник коста-риканского клуба «Гуадалупе».

## Клубная карьера
Рене Миранда начинал свою карьеру футболиста в коста-риканском клубе «Мунисипаль Либерия». 2 августа 2015 года он дебютировал в коста-риканской Примере, выйдя в основном составе в домашнем поединке против команды «Универсидад де Коста-Рика». 4 апреля 2017 года Миранда забил свой первый гол на высшем уровне, открыв счёт в гостевом матче с «Кармелитой».
В середине 2017 года Рене Миранда перешёл в «Эредиано».